# Vila-roja
|  | Aquest article tracta sobre un barri de Girona. Si cerqueu el llogaret de la Catalunya del Nord, vegeu «Vila-roja (Costoja)». |

Vila-roja és una entitat de població i sector de la ciutat de Girona. Se situa en una carena sobre el riu Onyar, dins la part gironina de les Gavarres, a l'est de la ciutat i al costat de l'àrea de Mas Ramada, Font de la Pólvora i Sant Daniel. El 1986, el sector tenia 3.919 habitants, i l'entitat de població, el 2005, 1.176.
Vila-roja és un ens local històric que al primer terç del segle XIX, amb la fi de l'antic règim senyorial, va tenir ajuntament propi. No tenia parròquia, sinó que depenia de la de Sant Feliu de Girona. Més endavant, el 1846, va veure el seu terme unit al municipi contigu de Sant Daniel. Aquest nou municipi, al seu torn, va ser incorporat al de Girona a finals del 1962. Vila-roja vorejava els 1.200 habitants a principis de la dècada dels 60 del segle xx.